# Michael Jacobi
Michael Jacobi (* 15. November 1960 in Bietigheim) ist ein deutscher Politiker (CDU, ehemals Grüne).

## Ausbildung und Beruf
Jacobi ging in Bietigheim-Bissingen zur Schule und absolvierte dort das Abitur. Er studierte in Heidelberg Politische Wissenschaft und Germanistik mit Magisterabschluss. Im Jahr 2001 erwarb er den MBA.
Von 2000 bis 2004 war Jacobi Marketingleiter der Dicota GmbH. Seit 2005 ist er selbständig, zuerst als Mitinhaber und Geschäftsführer der Jacobi und Schnürch GbR, die 2008 in die on-web AG überführt wurde. Jacobi war bis 2011 Vorstand und Mitinhaber der on-web AG. Seit Beginn seiner Selbstständigkeit führt er die Michael Jacobi Marketing (MJM) und seit 2017 ist er Geschäftsführer und Mitinhaber der JV Cooperation GmbH, die er mit Jonathan Volz gegründet hat. 

## Politik
Jacobi wurde 1984 für die Grün-Alternative Liste Mitglied des Gemeinderats von Bietigheim-Bissingen, dem er bis 2009 angehörte. Von 1988 bis 2001 vertrat er für Die Grünen mit einem Zweitmandat den Wahlkreis Bietigheim-Bissingen im Landtag von Baden-Württemberg. Er war neun Jahre Stellvertretender Fraktionsvorsitzender und fünf Jahre Parlamentarischer Geschäftsführer der Fraktion. 2001 wurde in Nachfolge Jacobis seine Ehefrau Heike Dederer im selben Wahlkreis für die Grünen in den Landtag gewählt.
Am 9. Oktober 2007 trat Michael Jacobi zur CDU-Gemeinderatsfraktion in Bietigheim-Bissingen über. Seit 2009 ist er Stellvertretender Vorsitzender der CDU Bietigheim-Bissingen.
Seit März 2018 ist er Vorsitzender im Kreisverband Ludwigsburg der Mittelstandsvereinigung MIT.